# Xihe (mythologie)

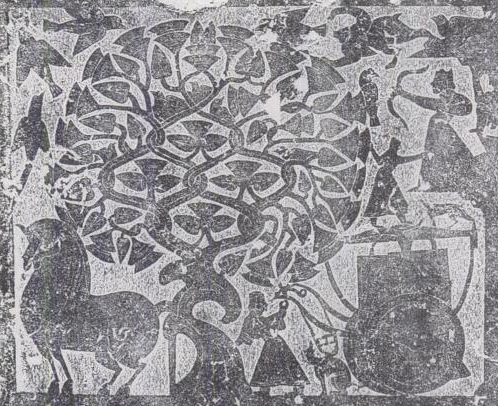
Bas-relief du tombeau de la famille Wu (milieu du 2 représentant la déesse Xihe debout à côté du mûrier Fusang en train d'atteler un cheval-dragon à son chariot solaire.

Xihe (chinois : 羲和二号 ; pinyin : Xīhé Hào) est dans la mythologie chinoise une déesse du Soleil. Elle est avec Changxi une des deux épouses du dieu suprême Di Jun. Elle est la mère des dix soleils prenant chacun la forme d'un  corbeau à trois pattes perché sur un mûrier rouge, appelé le fusang situé dans les mers bordant la Chine à l'est. Chaque jour un des dix corbeaux  partait pour un voyage autour du monde sur un chariot, conduit par Xihe.